# Finneas O'Connell
Finneas O'Connell (sinh ngày 30 tháng 7 năm 1997), còn được gọi là FINNEAS, là một ca sĩ, nhạc sĩ, nhà sản xuất thu âm và diễn viên người Mỹ. Anh đã phát hành một số đĩa đơn và đã viết nhạc cho các nghệ sĩ khác, bao gồm cả em gái anh, Billie Eilish. 
Là một diễn viên, O'Connell đóng vai Shane trong bộ phim Life Inside Out (2013). Anh cũng được biết đến với vai Alistair trong bộ phim truyền hình của Fox, Glee. Năm 2011, anh đóng vai Spencer trong bộ phim Bad Teacher. Anh cũng có một vai trò định kỳ trong Modern Family của ABC và xuất hiện trong hai tập phim Aquarius.

## Cuộc đời và sự nghiệp
Finneas là con của Maggie Baird, một nữ diễn viên, và Patrick O'Connell, cả hai ông bà đều là nhạc sĩ. Anh có nguồn gốc chủ yếu là người Ireland và Scotland. Finneas đóng vai Alistar trong mùa cuối cùng của chương trình truyền hình hài kịch Glee năm 2015. Em gái anh là ca sĩ Billie Eilish, người anh đồng sáng tác và sản xuất âm nhạc. O'Connell lớn lên ở Los Angeles, và bắt đầu viết và sản xuất các bài hát ở tuổi 12. Anh là ca sĩ chính kiêm nhạc sĩ của ban nhạc The Slightlys, đã giành được giải thưởng và các cuộc thi trong khu vực Los Angeles. Anh ấy đã đồng sáng tác và sản xuất EP đầu tay của em gái anh, Billie Eilish, EP Don't Smile at Me, đạt vị trí 14 trên Billboard 200 của Mỹ. O'Connell từng là nhà sản xuất và là nhạc sĩ duy nhất trong album đầu tay của Billie Eilish, When We All Fall Asleep, Where Do We Go.
Đĩa đơn đầu tiên của Finneas, "New Girl", được phát hành vào năm 2016 . Video âm nhạc cho đĩa đơn được phát hành vào năm 2019, được đạo diễn bởi Emma Sydney Menzies, và các ngôi sao Finneas và Yasmine Vega . Anh đã phát hành đĩa đơn thứ hai "I'm in Love Without You" vào năm 2017 và tiến hành phát hành tám đĩa đơn vào năm 2018, "Break My Heart Again", "Heaven", "Life Moves On", "Landmine", "Hollywood Forever "," College "," Luck Pusher "và" Let's Fall in Love for the Night ".

## Cuộc sống cá nhân
Finneas đang hẹn hò với YouTuber Claudia Sulewski. Finneas đã phát hành "Claudia", đĩa đơn mới nhất của anh, được viết một phần sau một đêm họ gặp nhau.

## Danh sách đĩa hát

### Album phòng thu
- Optimist (2021)

### Đĩa đơn
- "Maybe I'm Losing My Mind" (2015) từ Life Inside Out
- "Call Me When You Find Yourself" (2015) từ Life Inside Out
- "Your Mother's Favourite" (2015) từ Life Inside Out
- "New Girl" (2016)
- "I'm in Love Without You" (2017)
- "Break My Heart Again" (2018)
- "Heaven" (2018) [17]
- "Life Moves On" (2018)
- "Landmine" (2018) [18]
- "Hollywood Forevei" (2018) [19]
- "Cao đẳng" (2018)
- "Máy nghiền may mắn" (2018)
- "Hãy yêu trong đêm" (2018)
- "Claudia" (2019) [20]

### Những bài anh sáng tác
| Title                              | Year | Artist            | Album                                    | Songwriter | Producer | Producer  | Producer   | Producer |
| Title                              | Year | Artist            | Album                                    | Songwriter | Primary  | Secondary | Additional | Vocal    |
| ---------------------------------- | ---- | ----------------- | ---------------------------------------- | ---------- | -------- | --------- | ---------- | -------- |
| "Come to Think"                    | 2016 | Gabrielle Current | Non-album single                         | ☑          | ☑        |           |            |          |
| "Six Feet Under"                   | 2016 | Billie Eilish     | Non-album single                         |            | ☑        |           |            |          |
| "Ocean Eyes"                       | 2016 | Billie Eilish     | Don't Smile at Me                        | ☑          | ☑        |           |            |          |
| "Your Eyes" (featuring Tayla Parx) | 2017 | The Knocks        | Testify EP                               | ☑          |          |           |            |          |
| "Filthy Rich"                      | 2017 | Evelyn            | Non-album single                         |            | ☑        |           |            |          |
| "Bellyache"                        | 2017 | Billie Eilish     | Don't Smile at Me                        | ☑          | ☑        |           |            |          |
| "Bored"                            | 2017 | Billie Eilish     | Non-album single                         | ☑          | ☑        |           |            |          |
| "Lost My Mind"                     | 2017 | Alice Kistiansen  | Non-album single                         |            | ☑        |           |            |          |
| "Watch"                            | 2017 | Billie Eilish     | Don't Smile at Me                        | ☑          | ☑        |           |            |          |
| "Copycat"                          | 2017 | Billie Eilish     | Don't Smile at Me                        | ☑          | ☑        |           |            |          |
| "Idontwannabeyouanymore"           | 2017 | Billie Eilish     | Don't Smile at Me                        | ☑          | ☑        |           |            |          |
| "My Boy"                           | 2017 | Billie Eilish     | Don't Smile at Me                        | ☑          | ☑        |           |            |          |
| "Party Favor"                      | 2017 | Billie Eilish     | Don't Smile at Me                        | ☑          | ☑        |           |            |          |
| "Hostage"                          | 2017 | Billie Eilish     | Don't Smile at Me                        | ☑          | ☑        |           |            |          |
| "Satellite"                        | 2017 | Rebecca Black     | RE / BL                                  | ☑          | ☑        |           |            |          |
| "&burn" (with Vince Staples)       | 2017 | Billie Eilish     | Don't Smile at Me                        | ☑          | ☑        |           |            |          |
| "Bitches Broken Hearts"            | 2018 | Billie Eilish     | Don't Smile at Me                        | ☑          | ☑        |           |            |          |
| "Lovely" (with Khalid)             | 2018 | Billie Eilish     | Don't Smile at Me                        | ☑          | ☑        |           |            |          |
| "You Should See Me in a Crown"     | 2018 | Billie Eilish     | When We All Fall Asleep, Where Do We Go? | ☑          | ☑        |           |            |          |
| "When the Party's Over"            | 2018 | Billie Eilish     | When We All Fall Asleep, Where Do We Go? | ☑          | ☑        |           |            |          |
| "Come Out and Play"                | 2018 | Billie Eilish     | Non-album single                         | ☑          | ☑        |           |            |          |
| "When I Was Older"                 | 2019 | Billie Eilish     | Music Inspired By The Film Roma          | ☑          | ☑        |           |            |          |
| "Bury a Friend"                    | 2019 | Billie Eilish     | When We All Fall Asleep, Where Do We Go? | ☑          | ☑        |           |            |          |
| "Wish You Were Gay"                | 2019 | Billie Eilish     | When We All Fall Asleep, Where Do We Go? | ☑          | ☑        |           |            |          |
| "!!!!!!!"                          | 2019 | Billie Eilish     | When We All Fall Asleep, Where Do We Go? | ☑          | ☑        |           |            |          |
| "Bad Guy"                          | 2019 | Billie Eilish     | When We All Fall Asleep, Where Do We Go? | ☑          | ☑        |           |            |          |
| "Xanny"                            | 2019 | Billie Eilish     | When We All Fall Asleep, Where Do We Go? | ☑          | ☑        |           |            |          |
| "All the Good Girls Go to Hell"    | 2019 | Billie Eilish     | When We All Fall Asleep, Where Do We Go? | ☑          | ☑        |           |            |          |
| "8"                                | 2019 | Billie Eilish     | When We All Fall Asleep, Where Do We Go? | ☑          | ☑        |           |            |          |
| "My Strange Addiction"             | 2019 | Billie Eilish     | When We All Fall Asleep, Where Do We Go? | ☑          | ☑        |           |            |          |
| "Ilomilo"                          | 2019 | Billie Eilish     | When We All Fall Asleep, Where Do We Go? | ☑          | ☑        |           |            |          |
| "Listen Before I Go"               | 2019 | Billie Eilish     | When We All Fall Asleep, Where Do We Go? | ☑          | ☑        |           |            |          |
| "I Love You"                       | 2019 | Billie Eilish     | When We All Fall Asleep, Where Do We Go? | ☑          | ☑        |           |            |          |
| "Goodbye"                          | 2019 | Billie Eilish     | When We All Fall Asleep, Where Do We Go? | ☑          | ☑        |           |            |          |